# Скопски маратон
Скопският маратон е годишен маратон, провеждан през месец май в Скопие, столицата на Северна Македония.

## История
Първото издание на маратона е организирано през 1997 година, но през 1999 година е прекратен, предимно по финансови причини. След пауза от девет години, през 2007 година, събитието е частично съживено с полумаратон – само състезание, а след това напълно възстановено през 2008 година, когато са проведени три състезания: маратон, полумаратон и 5К хуманитарна надпревара.
От 2009 година състезанието е член на Асоциацията на международните маратони и дистанционни състезания (AIMS).
През 2012 г. маратонът в Скопие се превръща в едно от най-големите спортни събития в Република Македония, тъй като присъстват над 3600 бегачи от повече от 36 държави. В допълнение, същата година маратонът е в списъка на квалификационните маратонски състезания за Олимпийските игри в Лондон.
Изданието за 2015 година е отменено заради протестите в страната.
Изданието през 2020 година е отложено за 4 октомври 2020 година поради пандемията на коронавирус.

## Победители
| Издание | Година | Победител (мъж)                          | Националност                             | Време (h:m:s)                            | Победител (жена)                         | Националност                             | Време (h:m:s)                            |
| ------- | ------ | ---------------------------------------- | ---------------------------------------- | ---------------------------------------- | ---------------------------------------- | ---------------------------------------- | ---------------------------------------- |
| 11      | 2019   | Тирунех Халачев                          | Етиопия                                  | 2:15:37                                  | Юнис Муджири                             | Кения                                    | 2:33:37                                  |
| 10      | 2018   | Евънс Бивот                              | Кения                                    | 2:14:08                                  | Джедидая Карунгу                         | Кения                                    | 2:51:24                                  |
| 9       | 2017   | Кипротих Кируи                           | Кения                                    | 2:12:59                                  | Стела Барсосио                           | Кения                                    | 2:33:42                                  |
| 8       | 2016   | Кипротих Кируи                           | Кения                                    | 2:12:36                                  | Гладис Бивот                             | Кения                                    | 2:40:10                                  |
| –       | 2015   | Отменен поради съображения за сигурност. | Отменен поради съображения за сигурност. | Отменен поради съображения за сигурност. | Отменен поради съображения за сигурност. | Отменен поради съображения за сигурност. | Отменен поради съображения за сигурност. |
| 7       | 2014   | Еманюел Самал                            | Кения                                    | 2:14:26                                  | Люси Муриги                              | Кения                                    | 2:37:47                                  |
| 6       | 2013   | Уайклиф Бивот                            | Кения                                    | 2:21:56                                  | Каролин Кипруто                          | Кения                                    | 2:48:39                                  |
| 5       | 2012   | Патрик Уамбугу                           | Кения                                    | 2:26:41                                  | Сесилия Уангуи                           | Кения                                    | 2:54:56                                  |
| 4       | 2011   | Диксън Терер                             | Кения                                    | 2:23:51                                  | Сесилия Уангуи                           | Кения                                    | 2:50:06                                  |
| 3       | 2010   | Тамас Тот                                | Унгария                                  | 2:28:56                                  | Лусия Кимани                             | Босна и Херцеговина                      | 2:55:56                                  |
| 2       | 2009   | Сретен Нинкович                          | Сърбия                                   | 2:29:07                                  | Мария Враич                              | Хърватия                                 | 2:56:15                                  |
| 1       | 2008   | Роман Продиус                            | Молдова                                  | 2:29:26                                  | Лидия Миклош                             | Черна гора                               | 3:19:34                                  |